# Liste der Kulturdenkmäler in Karlshausen
In der Liste der Kulturdenkmäler in Karlshausen sind alle Kulturdenkmäler der rheinland-pfälzischen Ortsgemeinde Karlshausen aufgeführt. Grundlage ist die Denkmalliste des Landes Rheinland-Pfalz (Stand: 27. Juni 2022).

## Einzeldenkmäler
| Bezeichnung                              | Lage                               | Baujahr | Beschreibung | Bild                           |
| ---------------------------------------- | ---------------------------------- | ------- | --- | ------------------------------ |
| Katholische Pfarrkirche St. Bartholomäus | Dorfstraße, Hinter der Kirche Lage | 1861    | Saalbau, klassizistische Kubatur, neugotische Motive, 1861, Architekt Kreisbaumeister Wolff; mit Ausstattung; ehemaliges Wegekreuz, Nischen-/Säulenkreuz, wohl aus dem ersten Viertel des 17. Jahrhunderts; Pfarrergrabmal, Schieferkreuz, um 1818 | weitere Bilder Fotos hochladen |
| Kapelle                                  | Hauptstraße Lage                   | 1861    | Rechteckkapelle, 1861, im Innern Spolien, bezeichnet 1547 | weitere Bilder Fotos hochladen |
| Pfarrhaus                                | Langgasse 2 Lage                   | um 1800 | ehemaliges Pfarrhaus; stattlicher Walmdachbau, um 1800 (1819?) | BW                             |